# 12165 Ringleb
12165 Ringleb è un asteroide della fascia principale. Scoperto nel 1973, presenta un'orbita caratterizzata da un semiasse maggiore pari a 2,9890251 UA e da un'eccentricità di 0,0167124, inclinata di 9,78856° rispetto all'eclittica.